# نو گانز لایف
نو گانز لایف (ژاپنی: ノー・ガンズ・ライフ هپبورن: Nō Ganzu Raifu) یک مجموعه مانگا ژاپنی است که توسط تاسوکو کاراسوما نوشته و مصورسازی شده‌است. این سری توسط انتشارات شوئیشا از سپتامبر ۲۰۱۴ تا سپتامبر ۲۰۲۱ در مجلهٔ سینن اولترا جامپ به چاپ می‌رسید و فصل‌های آن در سیزده جلد تانکوبون جمع‌آوری شد. یک مجموعه تلویزیونی انیمه ۲۴ قسمتی نیز توسط استودیو مدهاوس و به کارگردانی نائویوکی ایتو دستمایه اقتباس قرار گرفت، که فصل اول آن از اکتبر تا دسامبر ۲۰۱۹، در کشور ژاپن پخش شد، و فصل دوم آن نیز قرار بود از آوریل ۲۰۲۰ پخش شود، اما به دلیل دنیاگیری کروناویروس به تعویق افتاد و از ژوئیه تا سپتامبر ۲۰۲۰ پخش شد.

## داستان
در آینده‌ای نه چندان دور، بسیاری از انسان‌ها تبدیل به سایبورگ‌هایی موسوم به «اِکستِندِد» (به ژاپنی: エックステンド, Ekkusutendo) شده‌اند. با این حال زمانی که جنگ بزرگ بالاخره پایان یافت، بسیاری از اکستنددها که سربازهای سابق به‌شمار می‌رفتند، برای بقا دست به جرم و جنایت زدند. جوزو اینویی یک «برطرف کننده» است، یک اکستندد مزدور که در حل مشکلات ناشی از سایر اکستنددها تخصص دارد. اگرچه زندگی جوزو با وارد شدن یک اکستندد غیر عادی به دفترش دستخوش تغییر گردید، که از او خواستار محافظت از پسر جوانی به نام تتسورو آراهاباکی شد.